# Lechea
Lechea es un género con más de cien especies  de plantas perteneciente a la familia de las cistáceas.

## Especies seleccionadas
- Lechea brevifolia Raf.
- Lechea cernua Small
- Lechea cinerea Raf.
- Lechea corymbosa Raf.
- Lechea cubensis Legg.
- Lechea deckertii Small